# لكهمبستيد (باكينجهامشير)
لكهمبستيد (بالإنجليزية: Leckhampstead, Buckinghamshire)‏ هي قرية و أبرشية مدنية تقع في المملكة المتحدة في إنجلترا.  يقدر عدد سكانها بـ 192 نسمة .